# Arondismentul Morlaix
Arondismentul Morlaix (în franceză Arrondissement de Morlaix) este un arondisment din departamentul Finistère, regiunea Bretagne, Franța.

## Subdiviziuni

### Cantoane
- Cantonul Landivisiau
- Cantonul Lanmeur
- Cantonul Morlaix
- Cantonul Plouescat
- Cantonul Plouigneau
- Cantonul Plouzévédé
- Cantonul Saint-Pol-de-Léon
- Cantonul Saint-Thégonnec
- Cantonul Sizun
- Cantonul Taulé

### Comune
| 1. Bodilis (29010)              | 2. Botsorhel (29014)                    | 3. Carantec (29023)            | 4. Le Cloître-Saint-Thégonnec (29034) |
| 5. Cléder (29030)               | 6. Commana (29038)                      | 7. Garlan (29059)              | 8. Guerlesquin (29067)                |
| 9. Guiclan (29068)              | 10. Guimaëc (29073)                     | 11. Guimiliau (29074)          | 12. Henvic (29079)                    |
| 13. Lampaul-Guimiliau (29097)   | 14. Landivisiau (29105)                 | 15. Lanhouarneau (29111)       | 16. Lanmeur (29113)                   |
| 17. Lannéanou (29114)           | 18. Loc-Eguiner-Saint-Thégonnec (29127) | 19. Locmélar (29131)           | 20. Locquirec (29133)                 |
| 21. Locquénolé (29132)          | 22. Mespaul (29148)                     | 23. Morlaix (29151)            | 24. Pleyber-Christ (29163)            |
| 25. Plouescat (29185)           | 26. Plouezoc'h (29186)                  | 27. Plougar (29187)            | 28. Plougasnou (29188)                |
| 29. Plougonven (29191)          | 30. Plougoulm (29192)                   | 31. Plougourvest (29193)       | 32. Plouigneau (29199)                |
| 33. Plounéour-Ménez (29202)     | 34. Plounéventer (29204)                | 35. Plounévez-Lochrist (29206) | 36. Plourin-lès-Morlaix (29207)       |
| 37. Plouvorn (29210)            | 38. Plouzévédé (29213)                  | 39. Plouégat-Guérand (29182)   | 40. Plouégat-Moysan (29183)           |
| 41. Plouénan (29184)            | 42. Le Ponthou (29219)                  | 43. Roscoff (29239)            | 44. Saint-Derrien (29244)             |
| 45. Saint-Jean-du-Doigt (29251) | 46. Saint-Martin-des-Champs (29254)     | 47. Saint-Pol-de-Léon (29259)  | 48. Saint-Saveur (29262)              |
| 49. Saint-Servais (29264)       | 50. Saint-Thégonnec (29266)             | 51. Saint-Vougay (29271)       | 52. Sainte-Sève (29265)               |
| 53. Santec (29273)              | 54. Sibiril (29276)                     | 55. Sizun (29277)              | 56. Taulé (29279)                     |
| 57. Tréflaouénan (29285)        | 58. Tréflez (29287)                     | 59. Trézilidé (29301)          | 60. Île-de-Batz (29082)               |